# Anton Kovalyov
Anton Kovalyov (* 4. März 1992 in Charkiw) ist ein ukrainischer Schachspieler, der bis 2013 für den argentinischen Schachverband spielte und seitdem für den kanadischen Verband spielberechtigt ist.
Er spielte für Argentinien bei der Schacholympiade 2008 und für Kanada bei den Schacholympiaden 2014 und 2016.
Im Schach-Weltpokal 2015 schlug er in der ersten Runde Rustam Kasimjanov, in der zweiten Runde Sandro Mareco und schied in der dritten Runde gegen Fabiano Caruana aus. Im Schach-Weltpokal 2017 schlug er in der ersten Runde Varuzhan Akobian, in der zweiten Runde Viswanathan Anand. Nach einem Streit mit dem Funktionär Surab Asmaiparaschwili, bei dem eine Aussage von Asmaiparaschwili von Kovalyov als rassistisch empfunden wurde, trat er nicht zu seiner Partie gegen Maxim Rodshtein an.
In Spanien spielte er für den CA Equigoma-Casa Social Católica, in der United States Chess League trat er 2014 und 2015 für die Rio Grande Ospreys an.
| Hier fehlt eine Grafik, die leider im Moment aus technischen Gründen nicht angezeigt werden kann. Wir arbeiten daran! |